# Casa de Postas
Casa de Postas, nombrada simplemente como La Casa Posta, es una pedanía perteneciente al municipio de Conil de la Frontera (provincia de Cádiz, Andalucía, España).
El origen proviene de que allí era donde los caballos repostaban cuando estaban agotados, luego de ser usados para llevar las cartas de un pueblo a otro.

## Ubicación
Casa de Postas esta lindando al norte y noroeste con Conil de la Frontera, al sur con El Colorado (Barrio Nuevo) y al oeste con la La lobita.
Existen dos vías oficiales que la conectan con las demás zonas del municipio, la carretera N-340, que conecta todas las localidades conileñas y municipios de la provincia de Cádiz, y por otro lado, el Carril Casa de Postas, que cruza por dentro de la localidad, dando acceso al Pueblo y a La Lobita.

### Trasporte urbano
Cuenta con dos líneas de autobuses, Casa De Postas y Casa De Postas V, además de solo tener dos paradas de bus una al lado del bar y la otra mas para afuera, cerca del restaurante en frente de la carretera de Conil/Ca-213 la que va haca el pueblo. Casa de Postas es que menos paradas tiene de todo el municipio Conileño, solo dos y casi no están juntas.
Rosam, Comes (Transportes Generales Comes) y Auto Gonzalo, son las principales de la localidad, trabajando dentro de todo el municipio de Conil de la Frontera, no solo en Casa de Postas.